# Обіпамаш
Обіпама́ш (рос. Обипамаш, марій. Обипамаш) — присілок у складі Параньгинського району Марій Ел, Росія. Входить до складу Єлеєвського сільського поселення.

## Населення
Населення — 115 осіб (2010; 127 у 2002).
Національний склад (станом на 2002 рік):
- марі — 99 %